# Image de marque nationale
Une image de marque nationale (ou encore marketing national ou marketing pays, en anglais nation branding) est une initiative promouvant une identité nationale en utilisant les outils, les techniques et l’expertise issus du monde du management des entreprises privées. Sa mise en place et sa valorisation sont l'occasion de mesurer ou gérer la réputation d’un pays. Son but est de renforcer l’attractivité d’un pays vis-à-vis des touristes, des investisseurs et de la main-d’œuvre qualifiée ainsi que son influence culturelle et politique. 
Cette approche concerne à la fois des pratiques étatiques ou privées et est l’objet d’un champ de recherche universitaire en constitution.
Le concept est proche de celui d'image de marque locale (pour une ville, une région) ou place branding en anglais.

## Vocabulaire
Le conseiller politique britannique Simon Anholt voit souvent sa paternité sur le terme de « nation branding » reconnue. Il la définit comme « l’identité nationale rendue tangible, robuste, communicable et par-dessus tout utile ». Il a par ailleurs défini un Nations Brands Index évaluant depuis 2005 la réputation globale de cinquante pays en se fondant sur la façon dont ils sont perçus dans six domaines : exportations, gouvernance, culture, population, tourisme et immigration/investissement. 

## Histoire
Selon la chercheuse Melissa Aronczyk, même si la pratique n’est en soi pas nouvelle, le développement marqué des pratiques de création d’ne image de marque nationale à partir de la décennie 1990 est liée à la volonté des dirigeants de réaffirmer leurs limites de compétence dans un contexte marqué par l’estompement de l’État-nation sous l’effet de la mondialisation. Elle considère cette perception par les gouvernements d’une nécessité d’agir de façon décidée face à la mondialisation comme une mutation conceptuelle.  
À l’origine du concept de « nation branding » de Simon Anholt figure également l’idée d’une collaboration à long terme entre les parties prenantes au lieu d’un éclatement entre des promotions d’une image de marque nationale pouvant se contredire (celle du ministère du Tourisme et celle du ministère de l’Industrie par exemple).

## Analyse universitaire
L’universitaire canadien Evan H. Potter a étudié les politiques du gouvernement canadien pour la création d’une image de marque nationale dans le prolongement des stratégies de soft power.

### Implications
La chercheuse Melissa Aronczyk a analysé dans une perspective critique la pratique actuelle de création d’une image de marque nationale. Selon elle, cette pratique financée par l'État peut s’accompagner d’une diminution de la responsabilité  de ce dernier à l'égard de la culture dans la mesure où il délègue à ses citoyens la responsabilité de  «vivre la marque » et d’incarner ses valeurs.
La création d’une image de marque nationale pose aussi la question de sa valeur performative : définie sur la base d’une sélection d’éléments préexistants ou modernisés, cette marque nationale crée de facto une identité nationale post-politique d’où sont exclus les clivages menaçant cette image. 
Melissa Aronczyk considère évoque aussi les risques de simplification et d’étroitesse d’esprit car la logique commerciale exige une image claire, une identité distincte ce qui pénalise les pays où règnent la diversité ou le multiculturalisme (Canada).
Simon Anholt a évoqué les risques de duperie de la part des agences de communication et de compréhension simplifiée du concept de la part des gouvernements comptant sur des campagnes de promotion et non sur leurs propres politiques pour améliorer l’image de leur pays.  
Différentes recherches, ont montré la tendance des organisations internationales, des agences d’aide au développement et des ONG à favoriser dans leur attribution de financements des lieux où la culture peut, dans une perspective de compétitivité  être présentée comme un facteur créateur de prospérité, d’emploi et de participation collective.   

### Réception en France
La notion de création d’une image de marque nationale est encore peu analysée en France. Le sociologue français Luc Boltanski l’a néanmoins évoquée en lien avec l’extension du nationalisme. Il est à noter que le débat sur l’identité nationale initié sous la présidence de Nicolas Sarkozy s’inscrit dans un autre cadre conceptuel puisque son objet était de définir une identité à usage interne et non externe.

## Exemples
Nombreux sont les pays menant des politiques publiques ou privées actives de création d’une image de marque nationale. Parmi ceux dont les gouvernements ont fait appel aux services d’agences privée de publicité et de communication ces dernières années figurent par exemple plusieurs pays d’Europe de l’Est (Lettonie, Estonie, Roumanie, Croatie, Serbie, Monténégro) l’Irlande, l’Écosse, la Grande-Bretagne, le Canada, les États-Unis, l’Inde, Hong-Kong, la Turquie et le Rwanda. 

### Espagne
L’exemple de l’Espagne est considéré comme l’exemple le plus abouti de création d’une image de marque nationale. Après la fin du franquisme, outre les changements de structure politique, ce pays alors considéré comme arriéré et isolé a connu un changement majeur dans le domaine de la production culturelle (musée de Bilbao, films de Pedro Almodóvar, créations d'Ágatha Ruiz de la Prada, etc.), de l’architecture (tour de communication de la Telefónica de Santiago Calatrava), de l’économie (revitalisation des villes, expansion du tourisme) et de sa dimension internationale (Coupe du monde de football de 1982, Jeux Olympiques de Barcelone en 1992, etc.). Ces changements ont été accompagnés d’un programme national de promotion symbolisé par un logo multicolore (Sol de Miró) accompagnant le repositionnement du pays et son entrée dans la modernité.   

### Corée du Sud
En 2009, le gouvernement sud-coréen a fondé « Brand Korea » pour remodeler l’image sous-évaluée du pays au niveau international, sa politique principale s’intitulait « For a global Korea » et se déclinait en dix points, dans le domaine de l’éducation, de la culture et de l’activité diplomatique internationale en particulier. Récemment, un article du Financial Post attribuait à la Corée du Sud le titre de « marque mondiale la plus cool » en insistant sur des succès tels que celui de Gangnam Style du rappeur psy. Ces succès sont plus le résultat de réussites individuelles que des efforts gouvernementaux. Hwajung Kim rappelle par exemple que paradoxalement le Gangnam Style a été sévèrement critiqué par les politiciens et médias nationaux. De la même façon, les thèmes de la solitude, de la désorientation ou de la trahison qui ont fait le succès des films sud-coréens à l’exportation peuvent difficilement servir à la promotion de l’image de la Corée du Sud à l’étranger.

### France
En janvier 2013, quatre ministres se sont associés pour annoncer le lancement de la mission marque France auquel un site web a été dédié (mais fermé depuis) et dont la direction est confiée au publicitaire Philippe Lentschener. Un rapport a ensuite été remis le vendredi 28 juin, à Arnaud Montebourg, le ministre du redressement productif, et à Nicole Bricq, son homologue au commerce extérieur.

### Suisse
En 2001, a été créé Présence Suisse sous la forme d'une unité administrative décentralisée rattachée au Département fédéral des affaires étrangères (DFAE) dans le contexte de critiques internationales à la suite de l’affaire des fonds juifs en déshérence. Ses missions, ancrées dans la loi, consistent « à promouvoir la visibilité de la Suisse à l’étranger, à présenter les intérêts et les positions politiques de la Suisse à un public étranger et à développer et entretenir le réseau de relations de la Suisse avec les décideurs et les prescripteurs à l’étranger ».

### Belgique
Un manifeste a été publié par des milieux du marketing privé en 2010 en faveur de la création d’une image de marque nationale en Belgique. 

### Pologne
En 2002, sur les conseils d’une agence de publicité, le ministère des Affaires étrangères polonaises a choisi un cerf-volant comme logo pour la création d’une image de marque nationale.

### Israël
En 2002 est lancé le Brand Israel Program, dont Ido Aharoni, consul général d'Israël à New York, est cofondateur et animateur entre 2007 et 2011. En 2002 à New-York il prend l'initiative de regrouper des spécialistes du marketing au sein du Brand Israel Group. En 2003 l’État d’Israël est indexé dans l'outil Brand Asset Valuator de l'agence Young & Rubicam (qui évaluait déjà les États-Unis, la France, le Japon, le Royaume-Uni et d'autres). Les villes de Jérusalem et Tel-Aviv ont mis en œuvre des programmes semblables.

## Etudes de marque

### FutureBrand Country Index
FutureBrand, agence de conseil en stratégie, établit régulièrement un classement des pays. La dernière édition date de 2020. Elle met à l'honneur ces pays :
| Classement | Pays                |
| ---------- | ------------------- |
| 1          | Japon               |
| 2          | Suisse              |
| 3          | Norvège             |
| 4          | Allemagne           |
| 5          | Canada              |
| 6          | Danemark            |
| 7          | Finlande            |
| 8          | Suède               |
| 9          | Emirats Arabes Unis |
| 10         | Nouvelle Zélande    |

### Nation Brands
Depuis 2005, Simon Anholt, avec Ipsos, réalise une étude annuelle classant le nation branding des pays. L'édition 2021 réalise ce classement :
| Classement | Pays            |
| ---------- | --------------- |
| 1          | Allemagne       |
| 2          | Canada          |
| 3          | Japon           |
| 4          | Italie          |
| 5          | Grande Bretagne |
| 6          | France          |
| 7          | Suisse          |
| 8          | Etats-Unis      |
| 9          | Suède           |
| 10         | Australie       |

### Brand Finance Nation Brands
Aussi travaillant dans le conseil en stratégie, Brand Finance établit également son propre classement annuel. Voici le palmarès pour 2021 :
| Classement | Pays             |
| ---------- | ---------------- |
| 1          | Suisse           |
| 2          | Canada           |
| 3          | Pays-Bas         |
| 4          | Singapour        |
| 5          | Allemagne        |
| 6          | Australie        |
| 7          | Danemark         |
| 8          | Norvège          |
| 9          | Suède            |
| 10         | Nouvelle Zélande |